# Baron Herbert of Lea
Baron Herbert of Lea, of Lea in the County of Wilts, ist ein erblicher britischer Adelstitel in der Peerage of the United Kingdom.

## Verleihung und Geschichte des Titels
Der Titel wurde am 15. Januar 1861 für den Politiker Sidney Herbert, den vierten Sohn des 11. Earl of Pembroke, geschaffen. Lord Herbert starb noch im Jahr der Verleihung und wurde von seinem Sohn George, beerbt. Dieser erbte 1862 von seinem Cousin auch die als Titel 13. Earl of Pembroke und 10. Earl of Montgomery. Der Baronstitel wird seither als nachgeordneter Titel des Earls geführt.

## Barone Herbert of Lea (1861)
- Sidney Herbert, 1. Baron Herbert of Lea (1810–1861)
- George Herbert, 13. Earl of Pembroke, 2. Baron Herbert of Lea (1850–1895)
- Sidney Herbert, 14. Earl of Pembroke, 3. Baron Herbert of Lea (1853–1913)
- Reginald Herbert, 15. Earl of Pembroke, 4. Baron Herbert of Lea (1880–1960)
- Sidney Herbert, 16. Earl of Pembroke, 5. Baron Herbert of Lea (1906–1969)
- Henry Herbert, 17. Earl of Pembroke, 6. Baron Herbert of Lea (1939–2003)
- William Herbert, 18. Earl of Pembroke, 7. Baron Herbert of Lea (* 1978)

Voraussichtlicher Titelerbe (heir apparent) ist dessen Sohn Reginald Henry Michael Herbert, Lord Herbert (* 2012).